# Andor, Szerafin fia
Szerafin fia Andor v. András (? – Muhi, 1241. április 11.) országbíró (1239–1241).

## Élete
IV. Béla királynak már trónörökös korában hűséges híve volt. 1224-től Béla bárói közé tartozott, 1225-ben asztalnokmestere, 1230-ban borsodi ispán, 1231–35-ben ismét asztalnokmester. 1235-ben II. András utolsó erdélyi vajdája volt. 1235-től haláláig a pozsonyi ispáni tisztséget is betöltötte. A tatárok ellen vívott, vereséggel végződő muhi csatában esett el.